# Albanese lek
De Albanese lek is de Albanese munteenheid.
De lek is onderverdeeld in 100 qindarkë. Er zijn (2011) munten van 1, 5, 10, 20, 50 en 100 lekë.
De biljetten zijn van 200, 500, 1000, 2000 en 5000 lekë.
De eerste munten werden in Albanië gebruikt in de 5e eeuw v.Chr. en waren van Griekse oorsprong. In de 1e eeuw werd Albanië opgenomen in het Romeinse Rijk, waarna deze munten werden gebruikt. Albanië gebruikte, toen het deel uitmaakte van het Ottomaanse Rijk, de lire (XOTL). De monetaire reorganisatie in 1888 bracht de Ottomaanse piaster (XOTP).
Na de onafhankelijkheid in 1912 werd de eenheid van de Latijnse Monetaire Eenheid ingevoerd (XULF), maar ook Oostenrijkse kronen (ATK) circuleerden in Albanië. In 1925 werd een eigen munteenheid franga (ALF) ingevoerd, toen Albanië een Italiaanse kolonie was. Tijdens de Tweede Wereldoorlog was de franga gekoppeld aan de Italiaanse lire (XITL) in een verhouding van 1 ALF is 6,25 Italiaanse lire. Na de bezetting door Duitsland werd een Duitse oorlogsmunt (Reichskreditkassenschein biljetten (XDEK)) ingevoerd, die gelijk was aan de Duitse Reichsmark en een waarde van 1,25 franga had. Na de bevrijding in 1944 werd door de communisten, die Albanië bevrijdden, de Albanese lek (ALK) ingevoerd, die 1:1 gekoppeld was aan de Joegoslavische dinar. In juni 1948 werd de monetaire unie met Joegoslavië beëindigd en werd de munt in een verhouding van 12,5 lek aan de Russische roebel gekoppeld. Gelijktijdig met de hervorming in de Sovjet-Unie in 1961 werd de lek vervangen met de "zware" lek (ALL) in een verhouding van 10:1.
Sinds het begin van 2011 is de waarde van de lek gekoppeld aan die van de euro in lijn met de ambities van het land om lid te worden van de Europese Unie. De wisselkoers beweegt vanaf dat moment in een nauwe bandbreedte rond het niveau van 100 ALL per euro.
De biljetten worden uitgegeven door de Banka e Shqipërisë, de Albanese nationale bank.

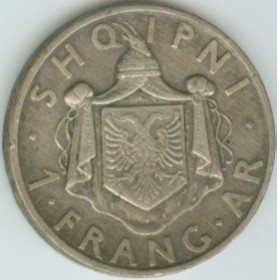
1 franga achterkant
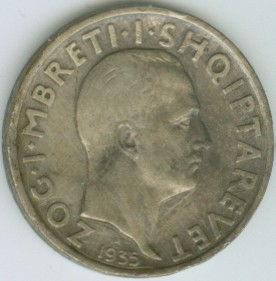
1 franga voorkant